# Aeschynomene gracilipes
Aeschynomene gracilipes är en ärtväxtart som beskrevs av Paul Hermann Wilhelm Taubert. Aeschynomene gracilipes ingår i släktet Aeschynomene och familjen ärtväxter. Inga underarter finns listade i Catalogue of Life.